# فلیکس هولتسمان
فلیکس هولتسمان (چکی: Felix Holzmann; ۸ ژوئیهٔ ۱۹۲۱ – ۱۳ سپتامبر ۲۰۰۲) کمدین محبوب و فیلمنامه‌نویس اهل کشور جمهوری چک بود که به خاطر طنز، طرز گفتار و نگاه منحصر به فردش شهرت داشت.